# Assita Kanko

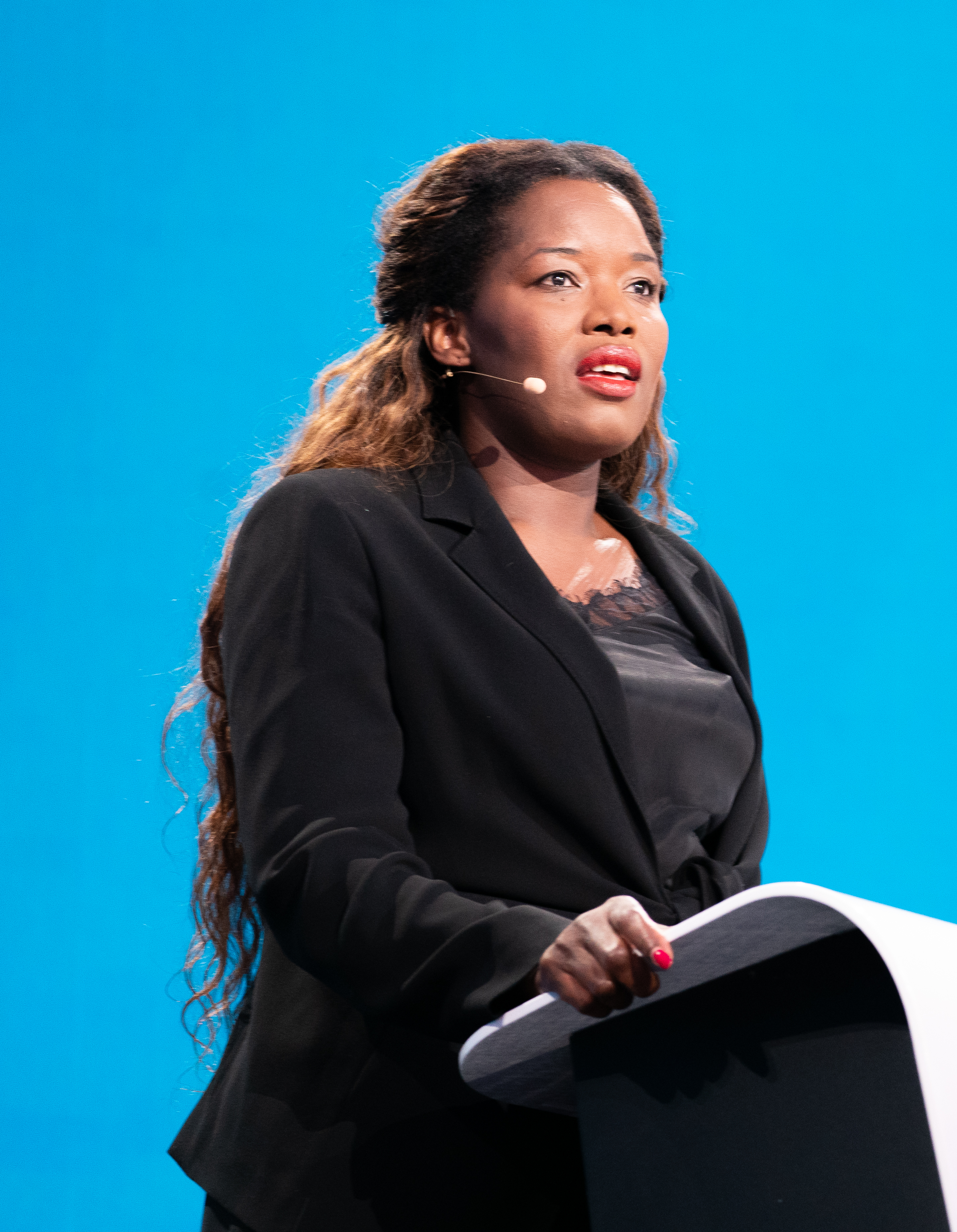
Assita Kanko (2024)

Assita Kanko (nascida em 14 de julho de 1980) é uma jornalista, activista dos direitos humanos e política belga que foi eleita membro do Parlamento Europeu em 2019 em representação da Nova Aliança Flamenga.

## Biografia
Kanko nasceu em Godyr, Burkina Faso, em 1980. Ela foi submetida à mutilação genital feminina (MGF) quando criança e, desde então, faz campanha para que a prática seja banida. Kanko também trabalhou com a Fundação AHA, fundada por Ayaan Hirsi Ali, para combater a MGF, os casamentos forçados e as violações dos direitos humanos.
Após o assassinato do influente jornalista Norbert Zongo, ela estudou jornalismo e tornou-se uma activista de direitos humanos Kanko mudou-se para a Holanda em 2001 para estudar jornalismo e mais tarde estabeleceu-se em Bruxelas. Ela tornou-se cidadã belga em 2008.
Kanko foi eleita conselheira municipal em Ixelles pelo Mouvement Réformateur de língua francesa em 2012. Em 2018, ela juntou-se ao partido da Nova Aliança Flamenga de língua holandesa, declarando que apoiava as políticas do porta-voz da migração do N-VA, Theo Francken, e que políticas mais fortes eram necessárias para combater o tráfico de pessoas e a imigração ilegal.
Kanko descreve-se como uma activista dos direitos das mulheres e fundou uma organização chamada Polin para encorajar oportunidades iguais e mais envolvimento feminino na política. Ela falou sobre a importância de defender os valores do Iluminismo europeu, ter políticas de imigração responsáveis e defendeu uma integração mais forte dos imigrantes na sociedade europeia e ocidental, em vez de buscar o multiculturalismo.